# Adonisea nobilis
Adonisea nobilis là một loài bướm đêm trong họ Noctuidae.